# Дикетен
Дикетен (4-метилен-2-оксетанон) — димер кетена, бесцветная жидкость с резким запахом. Нерастворим в воде, растворим в органических растворителях, при комнатной температуре нестабилен.
Дикетен получают димеризацией кетена, растворенного в ацетоне при 40-50°С, пиролиз дикетена при 400—500 °С дает исходный кетен. Механизм димеризации описывается реакцией [2+2] циклоприсоединения.

## Реакционная способность
Дикетен содержит высоконапряженный оксетановый цикл, включающий два sp2-гибридизованных атома углерода и чрезвычайно реакционноспособен из-за сильного отклонения валентных углов в цикле от нормальных. Так, жидкий дикетен склонен к самоконденсации, основным продуктом является димер — дегидрацетовая кислота:
| 2       | {\displaystyle \longrightarrow } |
| Дикетен | Дегидрацетовая кислота           |

Дикетен является лактоном енольной формы ацетоуксусной кислоты и для него типичны реакции с нуклеофилами, протекающие с раскрытием лактонного цикла и ведущие к образованию производных ацетоуксусной кислоты:
Дикетен бурно реагирует с водой с образованием ацетоуксусной кислоты, разлагающейся in situ до ацетона и диоксида углерода. Спирты и амины ацилируются дикетеном с образованием сложных эфиров и амидов ацетоуксусной кислоты, дикетен также ацилирует и тиолы с образованием эфиров тиоацетоуксусной кислоты.
В условиях кислотного катализа дикетен взаимодействует со стерически незатрудненными кетонами с образованием циклических аддуктов — 2,2-дизамещенных 6-метил-4H-1,3-диоксин-4-онов
, аддукт дикетена с ацетоном (2,2,6-триметил-4H-1,3-диоксин-4-он) используется в синтетической практике как синтетический эквивалент токсичного, нестабильного и неудобного в использовании дикетена.

## Применение
Дикетен широко используется в органическом синтезе для получения различных производных ацетоуксусной кислоты — эфиров анилидов, диалкиламидов, использующихся в качестве полупродуктов в синтезе фармацевтических препаратов, красителей, инсектицидов и фунгицидов.
Димеризация дикетена является промышленным методом синтеза дегидрацетовой кислоты, использующейся в качестве и бактерицида, и фунгицида, а также как консервант в пищевой промышленности (E265).
В лабораторной практике взаимодействие дикетена со спиртами применяется для получения ацетоуксусных эфиров, синтез которых конденсацией Клайзена затруднен (например, трет-бутилацетоуксусного эфира)